# Kithaab
Kithaab, també Kitab, (en malabar: കിത്താബ്) és una obra de teatre escrita en malabar -llengua de l'estat indi de Kerala- que fa el retrat humorístic d'una nena que somia amb poder recitar l'adhan, la crida islàmica a l'oració realitzada habitualment per un home, el muecín. La nena qüestiona la misogínia en la seva comunitat, i es rebel·la contra les normes de la comunitat que li impedeixen ballar amb els seus amics, roba el menjar que li neguen per ser nena, i reclama l'oportunitat de cridar a l'oració.
L'obra està escrita pel guionista i director Rafeeq Mangalassery. Va ser estrenada al novembre de 2018 en l'estat indi de Kerala, en paral·lel al moviment de defensa dels drets de les dones que començava a crear-se per reivindicar l'entrada de les dones en el temple hindú Sabiramala, el dret de les dones musulmanes a participar en els rituals religiosos i la igualtat de gènere en espais religiosos, incloent la designació de dones com a imams, i la participació en el lideratge de les oracions en les principals mesquites.
Rafeeq Mangalassery ha explicat que la seva obra Kithaab no està basada directament en la història de Vaangu, sinó que és una adaptació independent inspirada en el treball de l'escriptor i guionista Unni R. sobre Vaangu. Per la seva banda Unni R. es va distanciar de l'obra de Mangalassery declarant que l'obra no estava en sintonia de les seves idees i que mancava de valor espiritual. El director malabar V.K. Prakash tenia també un projecte independent per adaptar la història de Unni R. per al cinema.

## Trama
Una nena musulmana desitja convertir-se en muetzí com el seu pare, i fer la crida a l'oració. Roba el peix fregit que la seva mare cuina per als homes de la casa i diu que fer-ho no és moralment dolent perquè Padachon (déu) ho entendria atès que a les nenes no se'ls dona suficient menjar, ja que en la tradició les nenes i les dones reben menys aliments que els homes de la casa. El seu pare la censura i li diu que les dones haurien de tenir només la meitat del que els homes tenen, a la qual cosa la nena li pregunta amb picardía per què les dones no tenen el mateix dret.
En aquestes baralles, ella expressa el seu desig de liderar l'oració i seguint la tradició del seu pare, cridar al Àdhan (l'oració musulmana). El seu pare respon a totes les seves preguntes referint-se al gran llibre (Kithab), la tanca perquè no torni a actuar en una obra (una obra dins de l'obra de teatre) i li diu que no aconseguirà el cel si continua fent aquestes coses.
"Si perdés l'entrada al cel perquè canto i ballo, no vull aquest cel," respon la nena. El pare està disposat fins i tot a matar-la si actua en l'obra contradient les seves ordres. Però la seva mare recorda al pare que a més de muetzí també és pare. Finalment aquest permet que la nena faci la crida del mueetzí i l'obra de teatre acaba amb la nena cridant a l'oració (Àdhan) i la resta resant.
L'escola secundària Memunda Higher a la zona rural de Kozhikode va organitzar un representació de l'obra en el marc del concurs entre escoles en el districte de Vatakara, i va guanyar els premis al millor drama i a la millor actriu i se suposava que continuaria participant en el concurs a nivell estatal de Kerala. Kithaab retrata la discriminació social contra les dones en diversos aspectes de la família musulmana tradicional. Qüestiona temes com la discriminació de les nenes en la provisió d'aliments, l'educació deficient i la pràctica de la poligàmia. Atès que l'obra tracta sobre la justícia de gènere en el context d'Islam, va haver-hi oposició per part de l'ortodòxia politicoreligiosa i els conservadors van aconseguir bloquejar la participació de l'escola Memunda Higher invocant a qüestions de fe. L'obra va provocar el debat sobre la igualtat de gènere i la intolerància religiosa. L'obra de teatre es va representar després per separat en una data posterior.
Posteriorment es va representar una contra-obra anomenada Kithabile Koora, amb un personatge femení que busca la llibertat de religió. Abbas Kalathode, un dels activistes teatrals de l'idioma malabar, encara que no es va mostrar entusiasmat amb la contra-obra, va criticar l'obra Kithaab de Mangalassery perquè no considerava una sèrie de canvis recents de gran abast en la comunitat musulmana. "Representar a un mukri com el vilà en la comunitat és un eufemisme perquè altres vilans han sorgit entre els musulmans", va agregar. Mangalassery no va estar d'acord i va respondre que "no és correcte dir que la comunitat musulmana ha registrat un progrés constant en la vida social. Podria haver-hi canvis entre els musulmans com en altres comunitats. Però les forces regressives també han començat a dominar. El Purdah, que va ser indumentària d'una minoria insignificant en Kerala, ara s'ha convertit en la identitat de les dones musulmanes. Sé que l'imam és només un empleat de la mesquita, però representa al clergat, el control del qual s'ha enfortit entre els musulmans. L'obra acaba amb l'obertura de noves perspectives per a la comunitat "."Aquí la història de fons és la d'una família musulmana i, per tant, l'obra parla de la vida musulmana. No hi ha cap intent d'insultar cap religió en particular," va insistir Mangalassery.
Activistes i escriptors, entre ells K Satchidanandan i S Hareesh van mostrar la seva oposició a l'exclusió de Kithaab en el festival estatal de Kerala. En una declaració conjunta van condemnar la interferència d'organitzacions religioses en els valors del moviment reformista de Kerala i la llibertat d'expressió. El director de cinema Prathap Joseph va liderar una campanya en els mitjans de comunicació social denunciant la situació i assenyalant que la retirada de l'obra era una "amenaça als valors del moviment reformista i la llibertat d'expressió".
A. Santha Kumar, guionista, va escriure en Facebook que "l'escola s'ha rentat les mans en retirar l'obra rendint-se al dictat de dirigents religiosos. Denúncia que també han aïllat l'autor de l'obra, Rafeeq Mangalassery." Kumar va preguntar per què els que parlen molt sobre els "valors reformistes" van guardar silenci sobre l'aïllament de Mangalassery a les mans del "fonamentalisme minoritari".

## Rafeeq Mangalassery
Rafeeq Mangalaserry és un escriptor en llengua malabar i director de Chettippadi (Malappuram Kerala) a Índia compromès en temes socials. En la seva obra Annaperuna descriu el desaprofitament de menjar mentre molts s altres passen gana. També ha dirigit Kottem Kareem.
Ha guanyat el premi Kerala Sahitya Akademi per l'obra Jinnu Krishnan en 2013, i el premi Kerala Sangeetha Nataka Akademi al millor guió per Iratta Jeevithangaliloode (A través de les Vides Bessones). És un autor clau en el teatre infantil.